# Discografia de Teixeirinha
A Discografia de Teixeirinha conta com mais de 50 álbuns gravados pelo cantor.
Entre 1959 a 1967 Teixeirinha lançou álbuns na gravadora Chantecler, com o selo de mesmo nome os selos Continental, Alvorada e Sertanejo. Entre 1967 a 1977 Teixeirinha lançou álbuns na gravadora Copacabana, com o selo de mesmo nome e o selo Beverly.
Em 1977, Teixeirinha volta a gravar com a Chantecler.
Teixeirinha compôs exatas 1.200 músicas, gravou 758 em mais de 40 LPs. Vendeu discos vendidos em toda a América Latina, América do Norte, Europa e alguns países da África.

## Discos de 78Rpm
- 1959 - Briga no Batizado - Xote Soledade (Sertanejo)
- 1959 - Milonga da Fronteira - Tiro de Laço (Sertanejo)
- 1959 - Gaúcho de Passo Fundo - Coração de Luto (Sertanejo)
- 1960 - Pialo da Saudade - Gaúcho Pialado (Sertanejo)
- 1961 - Cantiga da Saudade - Nunca Mais (Sertanejo)
- 1961 - Resposta do Coração de Luto - Não e Não (Sertanejo)
- 1962 - Obrigado Doutor - Migalha de Amor (Sertanejo)
- 1963 - Gaúcho Andante - Volte Papai (Sertanejo)
- 1964 - Motorista Brasileiro - Sorte Tirana (Sertanejo)

## Álbuns de Estúdio
- 1960 - O Gaúcho Coração do Rio Grande (Chantecler)
- 1961 - Assim é Nos Pampas (Chantecler)
- 1961 - Um Gaúcho Canta Para o Brasil (Chantecler)
- 1962 - O Gaúcho Coração do Rio Grande, Vol.4 (Chantecler)
- 1963 - Teixeirinha Interpreta Músicas de Amigos (Chantecler)
- 1963 - Saudades de Passo Fundo (Chantecler)
- 1963 - Eta Gaúcho Bom! (Chantecler)
- 1964 - O Canarinho Cantador (Chantecler)
- 1964 - Gaúcho Autêntico (Chantecler)
- 1964 - Teixeirinha Show (Chantecler)
- 1965 - Bate, Bate Coração (Chantecler)
- 1965 - O Rei do Disco (Chantecler)
- 1965 - Disco de Ouro (Chantecler)
- 1966 - Teixeirinha no Cinema (Chantecler)
- 1967 - Mocinho Aventureiro (Copacabana)
- 1968 - Dorme Angelita (Copacabana)
- 1968 - Doce Coração de Mãe (Copacabana)
- 1968 - Última Tropeada (Copacabana)
- 1969 - O Rei (Copacabana)
- 1969 - Volume de Prata (Copacabana)
- 1970 - Doce Amor (Copacabana)
- 1970 - Carícias de Amor (Copacabana)
- 1971 - Num Fora de Série (Copacabana)
- 1971 - Entre a Cruz e o Amor (Copacabana)
- 1971 - Chimarrão da Hospitalidade (Copacabana)
- 1972 - Minha Homenagem (Copacabana)
- 1973 - O Internacional (Copacabana)
- 1973 - Teixeirinha Sempre Teixeirinha (Copacabana)
- 1974 - Última Gineteada (Copacabana)
- 1975 - Aliança de Ouro (Copacabana)
- 1975 - Lindo Rancho (Copacabana)
- 1976 - Norte a Sul (Chantecler)
- 1977 - O Novo Som de Teixeirinha (Chantecler)
- 1977 - Canta Meu Povo (Chantecler)
- 1978 - Amor de Verdade (Chantecler)
- 1979 - Menina da Gaita (Chantecler)
- 1979 - 20 Anos de Glória (Chantecler)
- 1980 - Menina Margareth (Chantecler)
- 1981 - Rio Grande de Outrora (Chantecler)
- 1982 - 10 Desafios Inéditos - Teixeirinha e Mary Terezinha (Chantecler)
- 1983 - Chegando de Longe (Chantecler)
- 1984 - Quem é Você Agora (Chantecler)
- 1984 - Guerra dos Desafios - Teixeirinha e Nalva Aguiar (Chantecler)
- 1985 - Amor aos Passarinhos (Chantecler)
- 2020 - Inéditas (Nikita Music)[3]

## Trilhas Sonoras
- 1967 - Trilha Sonora do Filme "Coração de Luto"
- 1972 - Trilha Sonora do Filme "Ela Tornou-se Freira"
- 1974 - Trilha Sonora do Filme "Pobre João"
- 1981 - Trilha Sonora do Filme "A Filha de Iemanjá"

## Álbuns de Compilação
- 1965 - Sucessos de Teixeirinha na Venezuela[4]
- 1965 - Rancheiras
- 1967 - Os Grandes Sucessos de Teixeirinha
- 1972 - Gaúcho de Bagé
- 1973 - Os Grandes Sucessos de Teixeirinha, Vol.2
- 1973 - Amor de Mãe
- 1974 - Los Grandes Exitos de Teixeirinha
- 1975 - Coração de Luto
- 1975 - Teixeirinha no Xote
- 1976 - Teixeirinha no Xote, Volume 2
- 1977 - Milongas
- 1979 - Disco de Ouro
- 1980 - Testamento de um Gaúcho
- 1985 - Recado do Céu
- 1985 - Último Adeus
- 1988 - Relembrando o Rei do Disco
- 1990 - As Preferidas de Teixeirinha
- 1990 - Revivendo Teixeirinha
- 1992 - Amor de Mãe
- 1992 - Popularidade
- 1994 - Milonga da Fronteira
- 1995 - Dose Dupla, Vol.1
- 1995 - Dose Dupla, Vol2
- 1995 - Dose Dupla, Vol.3
- 1995 - Dose Dupla, Vol.4
- 1998 - Raízes dos Pampas, Vol.1
- 1999 - Raízes dos Pampas, Vol.2
- 1999 - Popularidade
- 2000 - Bis Sertanejo
- 2001 - Pra Sempre
- 2003 - Os Gigantes
- 2006 - Warner 30 Anos
- 2006 - Nova Série - Warner 30 Anos
- 2009 - Super 3 - Warner 30 Anos
- 2009 - O Rei dos Pampas
- 2011 - Sucessos Inesquecíveis do Vinil
- 2017 - Black or White
- 2017 - In the Wild West

## Álbuns Especiais
- 1994 - Teixeirinha Canta com Amigos
- 2001 - Gaúcho da Fronteira e Teixeirinha
- 2001 - Bailão do Teixeirinha e Berenice Azambuja
- 2007 - Especial Teixeirinha
- 2010 - Sucessos de Teixeirinha - Teixeirinha Filho e Neto

## Singles
- 1959 - Briga no Batizado
- 1959 - Coração de Luto
- 1960 - Gaúcho de Passo Fundo
- 1961 - Não e Não
- 1961 - A Força do Nome Mãe
- 1961 - Amor de Mãe
- 1963 - Cobra Sucuri
- 1965 - Rei do Baralho
- 1965 - Ela Tornou-se Freira
- 1965 - Hino do Estudante
- 1966 - O Filme Coração de Luto
- 1966 - Tordilho Negro
- 1967 - Ouro do Mesmo Quilate
- 1967 - Errar é Humano
- 1967 - Parabéns
- 1967 - Mocinho Aventureiro
- 1968 - Valsa das Flores
- 1968 - Fim de Baile
- 1968 - Tropeiro Velho
- 1968 - Filho Injusto
- 1968 - Tramandaí
- 1969 - O Tango é Macho
- 1969 - Pobre Solteirão
- 1969 - Vida Fantasia
- 1969 - Dorme Angelita
- 1969 - Desafio do Norte
- 1969 - A Pilha e o Futebol
- 1970 - Porto Alegre
- 1970 - Estradas que se Vão
- 1970 - Abre a Sanfona
- 1970 - O Pobre João
- 1971 - Tristeza do Jeca
- 1971 - Sertaneja
- 1971 - A Volta do Boêmio
- 1972 - Perdoar é Divino
- 1972 - A Canção da Felicidade
- 1973 - Veridiana
- 1973 - Enfermeira Linda
- 1974 - Última Gineteada
- 1974 - Fogueira da Saudade
- 1974 - Menina que Passa
- 1975 - Olhos que Falam
- 1975 - Carmen
- 1975 - Querência Amada
- 1975 - Lindo Rancho
- 1975 - Cantando nos States
- 1975 - Lá no Interior
- 1976 - Parabéns Querida
- 1976 - Mocinho Bonito
- 1976 - Relho Trançado
- 1976 - Passo Fundo do Coração
- 1977 - Coração de Luto (Novo Som)
- 1978 - O Vigilante
- 1979 - Menina da Gaita
- 1979 - Centro-oeste Brasileiro
- 1979 - Parado no Tempo
- 1979 - Meu Velho Pai
- 1979 - 20 Anos de Glória
- 1980 - Menina Margareth
- 1980 - Velho Tango
- 1982 - Compadre Gildo
- 1982 - Vamos Danças a Vaneira
- 1983 - Apenas Uma Flor
- 1984 - Quem é Você Agora
- 1984 - Amor Desfeito

## Ligações Externas
http://www.teixeirinha.com.br/